# Dino 206 GT
La Dino 206 GT, nota anche come Ferrari Dino 206 GT, è un'autovettura prodotta dalla casa automobilistica italiana Ferrari dal 1967 al 1969.

## Sviluppo

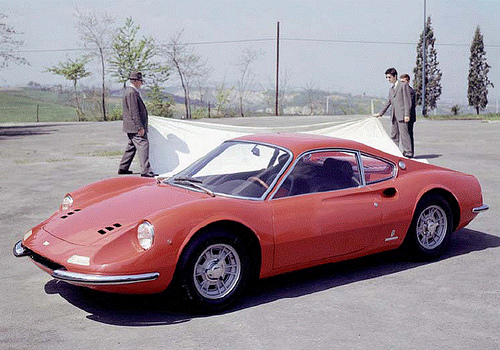
Una 206 GT pre-serie, sullo sfondo si riconoscono Luigi Bazzi (sinistra) e Piero Ferrari

La vettura fa parte della serie Dino, il cui nome era in memoria del figlio del fondatore della casa di Maranello, appunto Dino Ferrari, che aveva oltretutto progettato il suo motore V6 e la cui sigla era il risultato della cilindrata del propulsore 2000 cm³, seguita dal 6 che rappresentava il numero dei cilindri.
Sulla vettura non appariva il marchio Ferrari bensì la scritta Dino in corsivo su fondo giallo.
La sua realizzazione seguì una lunga gestazione, in quanto ne vennero prodotti sei prototipi dalla Pininfarina tra il 1965 e il 1967, mentre la presentazione ufficiale della versione definitiva avvenne il primo novembre al salone di Torino.
Venne sostituita nel 1969 dalla Dino 246 GT.

## Tecnica

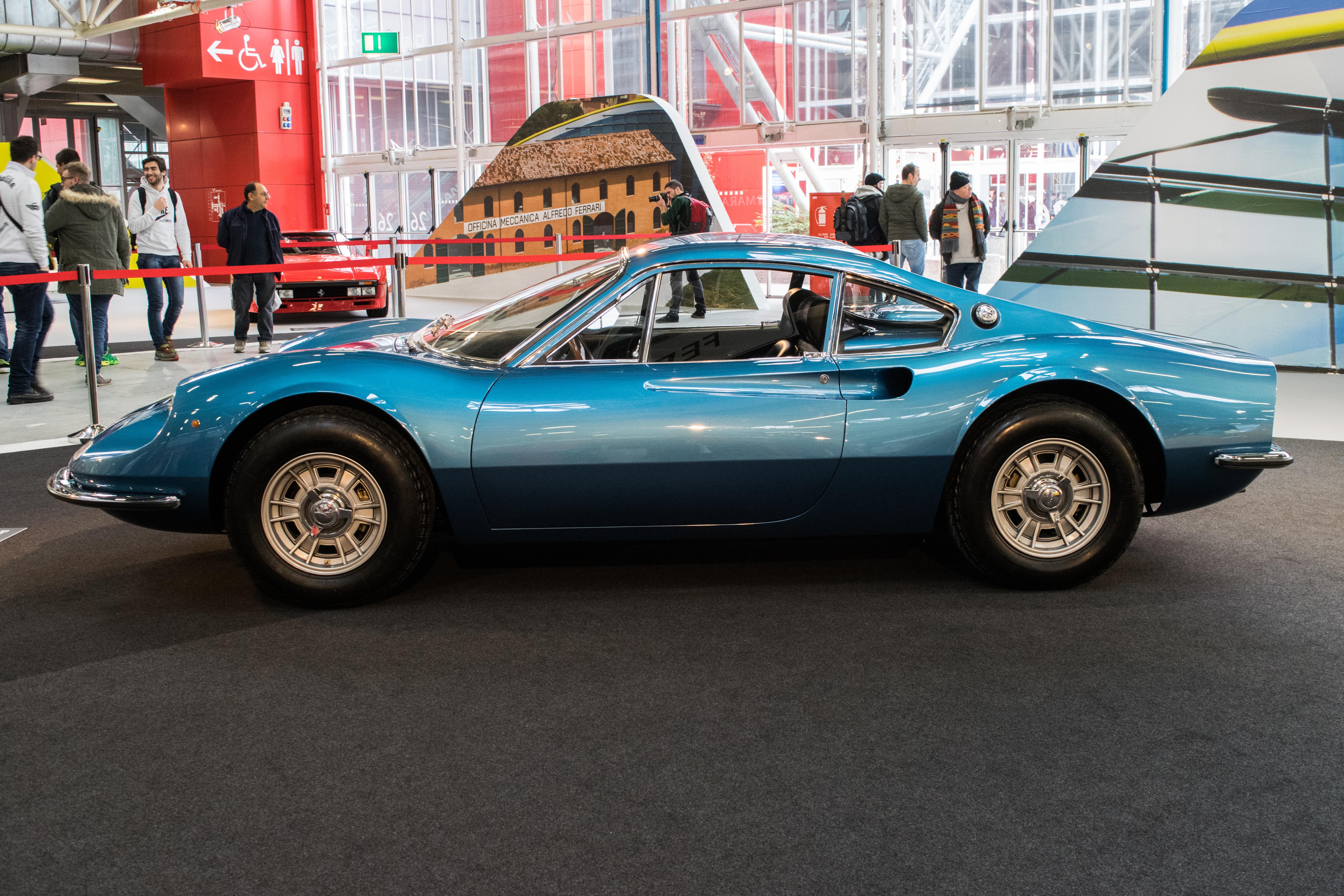
La Dino 206 GT si differenzia dalla 246 GT per il tappo del serbatoio cromato

La 206 GT era dotata di un propulsore Dino V6 con angolo tra le bancate di 65° montato in posizione centrale trasversale, abbinato a tre carburatori Weber 40DCNF3 che erogava 180 CV di potenza per una velocità massima di 230 km/h. Il cambio che lo gestiva era a cinque velocità. La lubrificazione era a carter secco.
La carrozzeria, costruita dalla Carrozzeria Scaglietti, era interamente in alluminio e avvolgeva un telaio tubolare in acciaio a sezione mista circolare ed ellittica. Nelle sezioni laterali erano presenti delle prese d'aria per il raffreddamento delle componenti meccaniche della vettura, mentre le parabole dei fari erano incassate nei parafanghi.
I cerchi erano in lega leggera con fissaggio un solo dado a "gallettone". Le sospensioni erano a 4 ruote indipendenti con quadrilateri deformabili, molle elicoidali e ammortizzatori idraulici.
L'impianto frenante prevedeva 4 freni a disco, mentre il serbatoio poteva contenere 62 litri di carburante e aveva il tappo cromato esterno.